# 埜口保男
埜口 保男（のぐち やすお、1958年（昭和33年） - ）は、日本の自転車による冒険家であり、千葉県立病院に勤務する看護師である。放送大学修士修了。JACC所属。茨城県出身。千葉県在住。

## 略歴
幼少時代の病弱な体質を自転車に乗り続けることにより克服する。大学受験に失敗したのち看護系の専門学校を卒業。のちに看護師となる。専門学校時代の夏休みを利用して東北縦断、北海道を一周する。このことによりキャンプ生活を主体とした自転車旅行をベースにしていく。
その後、資金をためて世界一周旅行へと旅立つ。北アメリカ大陸・南アメリカ大陸をまわり、ユーラシア大陸、そして肝炎を患いながらもアフリカ大陸を走破。オーストラリア大陸を縦断した後に帰国。世界五大陸を自転車にて旅行する。また、後に第二ラウンドと称し、以前は渡航上の制限（ビザの発給上の難しさなどにより）のあった中米や東欧などを旅行する。
信念は「命に関わる無茶はしないこと」で、これは多くのサイクリストが海外での旅行中に事故死するという現実を受けてのものと思われる。
友人であり冒険家であった河野兵市の半生を綴った著書、『みかん畑に帰りたかった』で第9回（2002年）小学館ノンフィクション大賞を受賞した。

## 備考
- 自転車に関する本は、のぐちやすお名義で出版されている。

## 著書
- 『自転車漂流講座：自分の力で荒野を拓く』（山海堂,1989年）ISBN 4381070828
- 『自転車野郎養成講座：最終目標は北海道一周ツーリング』（山海堂,1993年）ISBN 4381101952
- 『自転車地球放浪塾：やる気のあるヤツだけ行って来い』（山海堂,1995年）ISBN 4381102282
- 『自転車旅行をはじめよう：みんなで楽しむ新しいサイクリングのすすめ』（山海堂,1997年）ISBN 4381102487
- 『新・自転車野郎養成講座』（山海堂,1997年）ISBN 4381103149
- 『新自転車漂流講座：自分の力で荒野を拓く』（山海堂,1998年）ISBN 4381103424
- 『みかん畑に帰りたかった：北極点単独徒歩日本人初到達・河野兵市の冒険』（小学館,2003年）ISBN 4093792283
- 『自転車で地球を旅する : 30年35万キロ、変化する世界放浪のかたち』（ラピュータ,2009年6月11日発売）ISBN 9784947752888
- 『1日100キロ超えをめざす実践的サイクリング』（ラピュータ,2009年）ISBN 4947752904
- 『サラリーマンのための地球の走り方 : Enjoy Cycling All Over The World』（枻出版社,2010年）ISBN 9784777917778
- 三輪主彦、丸山純、中山嘉太郎他と共著『子どもたちよ、冒険しよう : 生きる力は、旅することからわいてくる』（ラピュータ,2010年）ISBN 9784947752994
- 『自転車でどこまでも走る : 千葉から直江津へ、自分の限界に挑む400kmロングライド』（ラピュータ,2010年）ISBN 9784905055006